# Tramwaje w Osinnikach
Tramwaje w Osinnikach – system komunikacji tramwajowej działający w rosyjskim mieście Osinniki.

## Historia
System uruchomiono 1 listopada 1960 jako jednotorową linię z dworca kolejowego do kopalni Osinnikowskiej. Dwa lata później uruchomiono odchodzącą od niej na południe linię do leżącej w centrum pętli Stadion. W latach 1976–1978 przebudowano większość linii na dwutorowe oprócz linii do dworca kolejowego. Ostatnią inwestycją było przedłużenie w 1991 linii do pętli Jużnaja. W 2009 zlikwidowano linię tramwajową do wówczas likwidowanej kopalni Osinnikowskiej. 

## Linie
Obecnie w Osinnikach istnieją 2 linie:
- 3: Вокзал - Южная
- 4: РМЗ - Южная (w godzinach szczytu).

## Tabor
W Osinnikach wciąż są eksploatowane tramwaje typu RWZ-6 w ilości trzech sztuk. W 2008 do miasta dostarczono wagon LM-99AVN, który był prezentem od gubernatora obwodu na 70-lecie miasta. Najnowszymi tramwaje są wagony AKSM-60102. W 2015 do miasta dostarczono dwa używane tramwaje KTM-5 sprowadzone z Nowokuźniecka. Łącznie w eksploatacji znajduje się 17 tramwajów:
| typ        | sztuk |
| ---------- | ----- |
| RWZ-6      | 3     |
| LM-93      | 6     |
| LM-99K     | 3     |
| AKSM-60102 | 2     |
| KTM-5      | 2     |
| LM-99AVN   | 1     |

Oprócz 16 wagonów liniowych w Osinnikach znajdują się 4 tramwaje techniczne:
- VTK-24 (pług odśnieżny) − 1 wagon
- GS-4 (pług odśnieżny) − 1 wagon
- TS-34D (wagon sieciowy) − 1 wagon
- TK-28 (wagon transportowy) − 1 wagon.